# Fafnir
Фафнир (нем. Fafnir) — немецкая (город Ахен) фирма по производству двигателей для легких автомобилей и мотоциклов. Основана в 1894 году. С 1908 года занялась производством автомобилей одноимённой марки.

## История
В 1908 году Фафнир предложила на рынок серию машин с 4-цилиндровыми моторами объёмом 1520 и 2496 см³ с системой смазки под давлением. В 1912 году выпустили низкорамный Фафнир-472 с двигателем объёмом 1924 см³ мощностью 22 л. с.
С первых же лет продукция Фафнир заслужила признание и отличалась прогрессивными техническими новшествами. В начале 20-х годов появились крупные международные спортивные достижения. Среди гонщиков, которые принесли славу фирме, был знаменитый Рудольф Караччола (Rudolf Caracciola). В своей первой в жизни гонке на германском треке АФУС в 1922 году он сидел за рулём «Фафнира».
Последней моделью фирмы стала Фафнир-471, выпускавшаяся с 1923 по 1926 год. Благодаря своему привлекательному радиатору, задней ракетовидной части и широким плоским крыльям она считалась достаточно элегантной машиной. В обычном исполнении её 2-литровый мотор обеспечивал мощность 50 л. с., а в спортивном варианте с компрессором — 80 л. с.